# کارچونک (استان اشوی‌داشکسیه)
کارچونک (به لهستانی: Karczunek) یک منطقهٔ مسکونی در لهستان است که در گمینا ایمیلنو واقع شده‌است. کارچونک ۱۱۰ نفر جمعیت دارد.